# Высшая школа технологии и энергетики
Высшая школа технологии и энергетики (ВШТЭ; бывш. СПбГТУРП) — аффилированный с СПбГУПТД технический вуз на юго-западе Санкт-Петербурга (возле станции метро «Нарвская»). Высшая школа была основана в 1931 году как Всесоюзный учебный комбинат промышленной кооперации им. Молотова, с 1941 г. стала специализироваться на подготовке специалистов для целлюлозно-бумажной промышленности, а в 2015 году присоединена к СПбГУТД, после чего получила современное название.
Вуз готовит бакалавров и магистров по направлениям химическая технология, электроэнергетика, автоматизация технологических процессов, теплотехника и теплоэнергетика, прикладная математика и информатика, охрана окружающей среды, дизайн, менеджмент, экономика и др.

## История
Вуз возник 5 апреля 1931 года на волне создания технических учебных заведений, подчинённых отраслевым хозяйственным объединениям, и изначально находился в ведении Всесоюзного совета промысловой кооперации (Всекопромсовета). Первое название — «Всесоюзный учебный комбинат промышленной кооперации имени тов. Молотова» (ВУКПК), первый адрес — Соляной пер., 9-б. В 1938 году вуз был переименован в Ленинградский технологический институт Всекопромсовета им. В. М. Молотова, а в 1941 году в Ленинградский технологический институт им. В. М. Молотова. Тогда же в институте появился факультет целлюлозно-бумажного производства, а с 1944 года институт полностью перешёл на подготовку специалистов для целлюлозно-бумажной промышленности (ЦБП). В годы Великой Отечественной войны вуз был эвакуирован сначала в Кисловодск (1942—1943), а затем в Ташкент (1943—1945).

Реклама ЛТИ им. Молотова в газете Ленинградская правда от 5 июня 1941 года.

С 1947 года располагается по современному адресу (ул. Ивана Черных, 4). В 1959 году изменил название на Ленинградский технологический институт целлюлозно-бумажной промышленности (ЛТИ ЦБП). В 1981 году институт был награждён орденом Трудового Красного Знамени, и с этого момента стал называться Ленинградский ордена Трудового Красного Знамени технологический институт целлюлозно-бумажной промышленности.
В 1993—2015 годах вуз носил название Санкт-Петербургский государственный технологический университет растительных полимеров (СПбГТУРП).
В 2012 году вуз прошёл государственную аккредитацию и вошёл в число эффективных вузов, однако в 2013 году в течение нескольких дней он находился в списке «неэффективных», но уже 20 ноября вновь вошёл в число эффективных вузов. С 2014 года музей СПбГТУРП принимает участие в акции Ночь музеев. В 2014 году укрепились связи вуза с Казахстаном, откуда стали приезжать студенты.
В 2015 году в вузе были упразднены факультеты во главе с деканами (их заменили укрупненные институты во главе с директорами), а сам вуз вошел в состав СПбГУТД как Высшая школа технологии и энергетики (ВШТЭ).

## Здания

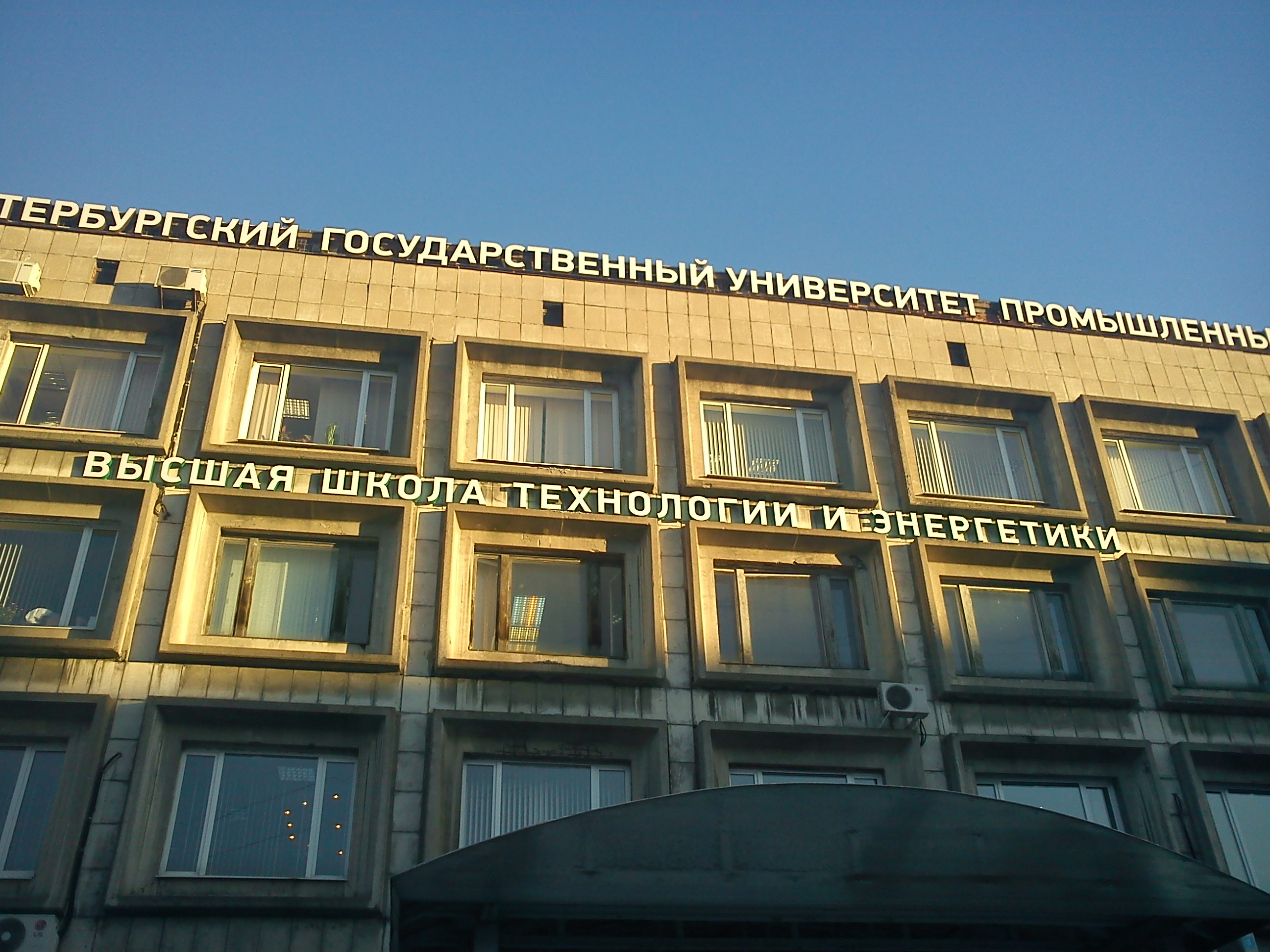
Главный корпус (корпус А) ВШТЭ

Комплекс зданий ВШТЭ (корпуса А, Б и В) расположен на улице Ивана Черных, 4.

### Архитектура

Вид из окна аудитории А-420 на площадь Стачек: слева — ДК им. Горького, прямо — зеленые Нарвские ворота, справа — ст.м. Нарвская

Комплекс зданий вуза расположен недалеко от памятника архитектуры Нарвские ворота и состоит из корпусов А (административный), Б, В (учебные), Г (спортивный) и Д (хозяйственный). Наиболее старое здание — корпус В, являющийся памятником архитектуры эпохи конструктивизма (подробнее см. Дом технической учёбы), построенный в 1930—1932 годах. Корпус Б сдан в эксплуатацию в 1968 году, корпус А — в 1978 году.

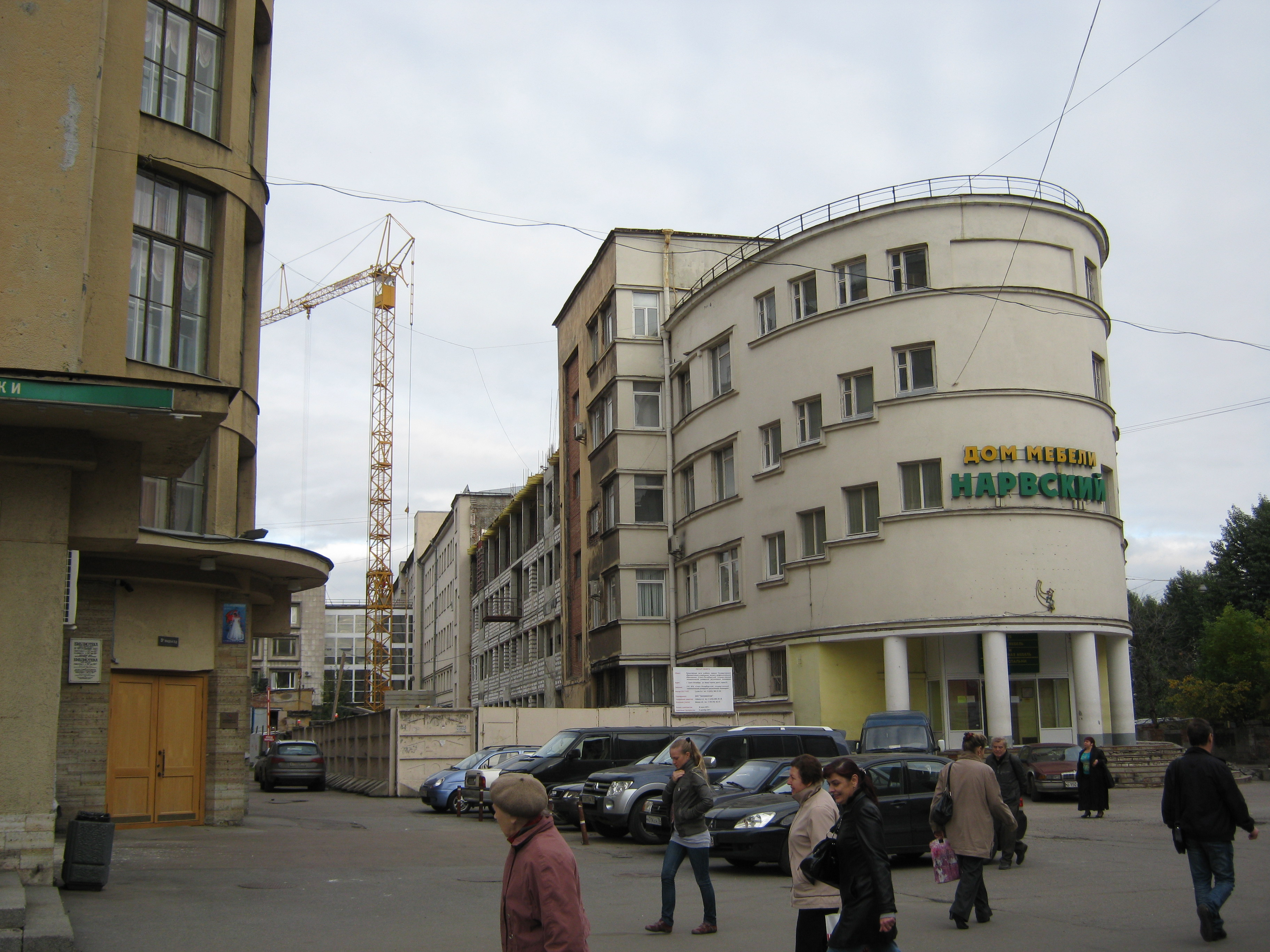
Дом технической учёбы в Ленинграде. Сейчас — корпус «В» СПбГТУРП и мебельный магазин

### Общежития
Вуз имеет два общежития: № 1 (ул. Трефолева д. 37) и № 4 (ул. Ленская, д. 14) на 1500 мест.

## Институты
C 2015 года в вузе действуют 4 института, которые объединяют 27 кафедр. На каждой кафедре работают от 7 до 13 сотрудников.

### Институт технологии
Институт образован на базе трех факультетов: химико-технологического, инженерно-экологического и механики автоматизированных производств. Директор: к.х.н. А. В. Лоренцсон.
1. Кафедра машин автоматизированных систем
2. Кафедра процессов и аппаратов химической технологии
3. Кафедра основы конструирования машин
4. Кафедра материаловедения и технологии машиностроения
5. Кафедра технологии бумаги и картона
6. Кафедра технологии целлюлозы и композиционных материалов
7. Кафедра органической химии
8. Кафедра физической и коллоидной химии
9. Кафедра охраны окружающей среды и рационального использования природных ресурсов
10. Кафедра общей и неорганической химии
11. Кафедра инженерной графики и автоматизированного проектирования

### Институт энергетики и автоматизации
Институт сформирован на базе двух факультетов: промышленной энергетики и автоматизации систем управления технологическими процессами. Директор: к.т. н. Т. Ю. Короткова.
1. Кафедра автоматизации технологических процессов и производств
2. Кафедра автоматизированного электропривода и электротехники
3. Кафедра информационно-измерительных технологий и систем управления
4. Кафедра прикладной математики и информатики
5. Кафедра теплосиловых установок и тепловых двигателей
6. Кафедра промышленной теплоэнергетики
7. Кафедра физики
8. Кафедра высшей математики
9. Кафедра дизайна и медиатехнологий
10. Кафедра истории, философии и культурологии

### Институт управления и экономики
Директор: к.э.н., доц. Е. М. Фрейдкина.
1. Кафедра маркетинга и логистики
2. Кафедра финансов и учёта
3. Кафедра менеджмента и права
4. Кафедра экономики и организации производства
5. Кафедра иностранного языка
6. Кафедра физического воспитания и спорта

### Институт безотрывных форм обучения
Институт создан на базе факультета повышения квалификации и действующего с 2006 года Института «Крона». Директор: к.т. н. А. Н. Иванов.

## Наука
В вузе проводятся международные научно-практические конференции.

## Студенческая жизнь
Вуз проводит ежегодные конкурсы «Мисс Университет», причем победительницы этого конкурса достойно выступали и на общегородских студенческих конкурсах.
Также вуз представлен и на киберспортивной арене города.
Имеются собственные футбольная («Len_Team») и стритбольная команды, а также команда по регби («Полимеры»).
Со студентами проводится военно-патриотическая работа в форме проведения памятных мероприятий с участием ветеранов ВОВ («дни воинской славы»).

## Скандалы и происшествия
В 2014 году в СМИ попала информация об отчислении студентки СПбГТУРП Елены Плащевской (гуманитарный факультет), которая написала жалобу на депутата Виталия Милонова за то, что тот сломал ей телефон в гей-клубе «Центральная станция» во время проверки заведения на наличие несовершеннолетних. Однако руководство вуза отвергло связь между отчислением и жалобой на депутата. Позже девушку восстановили